# Tierra Blanca Segunda Sección
Tierra Blanca Segunda Sección, även Ejido Ecatepec, är en ort i Mexiko, tillhörande Ecatepec de Morelos kommun i delstaten Mexiko. Tierra Blanca Segunda Sección ligger i den centrala delen av landet och tillhör Mexico Citys storstadsområde. Orten hade 480 invånare vid folkmätningen 2010.